# Артур и минимоите
„Артур и минимоите“ (на френски: Arthur et les Minimoys) е френски анимационен филм от 2006 г., режисиран от Люк Бесон по негов сценарий в съавторство със Селин Гарсия. Неговите продължения са „Артур и отмъщението на Малтазар“ и „Артур и войната на двата свята“.
Сюжетът, базиран на поредицата детски романи на Бесон, се развива около едно момче, което търси изгубено съкровище в свят на миниатюрни същества, разположен в собствения му двор. Филмът е частично анимиран, като главните роли в игралните сцени се изпълняват от Фреди Хаймор, Мия Фароу, Пени Балфор и Адам Льофевър. Английските озвучаващи актьори са Мадона, Дейвид Боуи, Робърт Де Ниро, Харви Кайтел, Джими Фалън, Джейсън Бейтман, Рон Кроуфърд, Емилио Естевес, Антъни Андерсън, Снуп Дог, Нейт Кордри, Роб Кордри и други. Диктор е Дейвид Сушей.

## Синхронен дублаж

### Дубльори
| Роля               | Изпълнител        |
| ------------------ | ----------------- |
| Артур              | Георги Николов    |
| Селения            | Гала              |
| Бетамеш            | Живко Джуранов    |
| Баба               | Василка Сугарева  |
| Арчибалд           | Калин Арсов       |
| Майка              | Мина Костова      |
| Баща               | Николай Пърлев    |
| Давидо             | Стефан Сърчаджиев |
| Вожд/Макс          | Адриан Рачев      |
| Малтазар           | Георги Тодоров    |
| Даркос             | Любен Дилов (син) |
| Ийзилоу            | Пламен Пеев       |
| Туристически агент | Георги Енчев      |
| Миро/Диктор        | Радослав Рачев    |
| Кралят             | Петър Върбанов    |

### Допълнителни дубльори
| Кирил Бояджиев    |
| Кристиян Фоков    |
| Цветан Ватев      |
| Стефан Сърчаджиев |
| Живко Джуранов    |
| Мина Костова      |
| Здравко Димитров  |
| Таня Михайлова    |

### Екип
| Обработка         | Александра Аудио   |
| ----------------- | ------------------ |
| Превод            | Христо Дерменджиев |
| Тонрежисьор       | Пламен Чернев      |
| Dolby Digital Mix | Soundsquare Studio |
| Режисьор          | Таня Михайлова     |